# Ли, Спенсер
Спенсер Ричард Ли (англ. Spencer Richard Lee; 14 октября 1998, Денвер, Колорадо, США) — американский борец вольного стиля, серебряный призёр летних Олимпийских игр 2024 года, победитель Панамериканского чемпионата.

## Спортивная карьера
Является двукратным Победителем Первенства мира среди юниоров U17 2015 и 2016; в 2014 году победил на Первенстве мира среди кадетов. В феврале 2024 года в Акапулько, одолев в финале Педро Мехиаса из Венесуэлы, стал победителем Панамериканского чемпионата. 11 мая 2024 года в Стамбуле на мировом квалификационном турнире, одолев в решающей схватке Рахата Калжана из Казахстана, завоевал лицензию на Олимпийские игры в Париже.

## Личная жизнь
Ли родился в Денвере, штат Колорадо, но вырос в Сагертауне, штат Пенсильвания, а затем переехал в Меррисвилл, где учился в региональной средней школе Франклина. Является выпускником Айовского университета.

## Достижения
- Первенство мира по борьбе среди кадетов 2014 — ;
- Первенство мира по борьбе среди юниоров 2015 — ;
- Первенство мира по борьбе среди юниоров 2016 — ;
- Панамериканский чемпионат по борьбе 2024 — ;
- Олимпийские игры 2024 — ;